# Everybody's Trying to Be My Baby
"Everybody's Trying to Be My Baby" é uma canção composta por Carl Perkins. Foi gravada pela banda britânica The Beatles e lançada no álbum Beatles for Sale, de 1964.